# Anolis angusticeps
Anolis angusticeps är en ödleart som beskrevs av  Hallowell 1856. Anolis angusticeps ingår i släktet anolisar, och familjen Polychrotidae.

## Underarter
Arten delas in i följande underarter:
- A. a. angusticeps
- A. a. oligaspis
- A. a. chickcharneyi